# Чаджаваць (Хорватія)
45°49′ пн. ш. 17°07′ сх. д. / 45.82° пн. ш. 17.11° сх. д.
Чаджаваць (хорв. Čađavac) — населений пункт у Хорватії, в Б'єловарсько-Білогорській жупанії у складі громади Велика Писаниця.

## Населення
Населення за даними перепису 2011 року становило 81 осіб.
Динаміка чисельності населення поселення: